# Jerzy (Orłow)
Jerzy, imię świeckie Gieorgij Polikarpowicz Orłow (ur. 1848, zm. 29 maja?/11 czerwca 1912 w Jałcie) – rosyjski duchowny prawosławny.
Był synem diakona służącego w eparchii penzeńskiej. W 1860 ukończył seminarium duchowne w Tomsku. Po zawarciu związku małżeńskiego, 8 czerwca 1861 został wyświęcony na kapłana. W 1866 jego żona zmarła. W 1870 podjął studia w Moskiewskiej Akademii Duchownej, które ukończył w 1874 jako kandydat nauk teologicznych. Został zatrudniony jako wykładowca seminarium duchownego w Tomsku. W 1881 został pełniącym obowiązki inspektora seminarium duchownego w Błagowieszczeńsku. W 1883 otrzymał godność protoprezbitera. Od 1885 do 1893 był rektorem seminarium duchownego w Błagowieszczeńsku. W 1889 złożył wieczyste śluby mnisze.
24 stycznia 1893 w monasterze Wniebowstąpienia Pańskiego w Irkucku został wyświęcony na biskupa sielengińskiego, wikariusza eparchii irkuckiej. W roku następnym został ordynariuszem eparchii zabajkalskiej i nerczyńskiej. Cztery lata później został biskupem tambowskim i szackim. W 1902 przeniesiono go ponownie na katedrę astrachańską i jenotajewską. W 1911 podniesiony do godności arcybiskupiej. Zmarł w 1912 w czasie pobytu w uzdrowisku w Jałcie. 